# Acordo de Santoña
O Acordo de Santoña, ou Pacto de Santoña, foi um acordo assinado na cidade de Guriezo, perto de Santoña, Cantábria, em 24 de agosto de 1937, durante a Guerra Civil Espanhola, entre políticos próximos ao Partido Nacionalista Basco (espanhol: Partido Nacionalista Vasco, PNV), lutando pelos republicanos espanhóis, e as forças italianas, lutando por Francisco Franco.
Durante a Batalha de Santander, as tropas franquistas atravessaram as linhas de defesa republicanas.
Após a queda de Bilbao, quase todo o território basco caiu nas mãos de Franco. Juan de Ajuriaguerra, presidente do Conselho Regional de Biscaia do PNV, negociou um acordo de rendição com o comando do exército italiano. O PNV ofereceu a rendição do exército basco em troca de seus prisioneiros serem tratados como prisioneiros de guerra sob o comando italiano e os membros do PNV serem autorizados a ir para o exílio em navios britânicos.
As unidades nacionalistas bascas do exército republicano no território basco, lutando sob a direção do presidente basco José Antonio Aguirre, reuniram-se em Santoña e se renderam às forças italianas em 24 de agosto. Quando a notícia do acordo chegou ao seu quartel-general, Franco cancelou o acordo e ordenou a prisão imediata dos 22 000 soldados capturados na prisão El Dueso de Santoña. Três meses depois, cerca de metade deles havia sido libertado, e a outra metade permaneceu na prisão, e 510 foram condenados à morte, uma proporção de represália menor do que a registrada em outros lugares. Ajuriaguerra, o posto mais alto do PNV, foi libertado da prisão em 1943.
Como o acordo foi realizado pelo PNV nas costas do governo republicano, o acordo também é conhecido como a Traição de Santoña.